# 永昌街道 (保山市)
永昌街道是中华人民共和国云南省保山市隆阳区下辖的一个街道办事处。

## 行政区划
永昌街道下辖以下村级行政区划单位：
杏花社区、红庙社区、白塔社区、永昌社区、上营社区、下村社区、中村社区、学府社区、双虹社区、海棠社区、宏光社区、荷花社区、易畴社区、惠通社区、聂家社区、甜子社区、王家庄社区。